# Slag om Hoth
De Slag om Hoth is een gevecht uit de Star Wars saga en is te zien in Star Wars: Episode V: The Empire Strikes Back. Het is een klinkende overwinning van het Galactische Keizerrijk op de Rebellenalliantie.
Het is drie jaar na vernietiging van de eerste Death Star. De Rebellenalliantie heeft haar basis (Basis Echo) op de ijzige, besneeuwde planeet Hoth. Het Galactische Keizerrijk is uit op wraak en slaat genadeloos terug.
Sith lord Darth Vader komt achter de precieze locatie van de rebellenbasis en wil de planeet aanvallen.
Rondom Hoth ligt een energieschild, dus is Darth Vader gedwongen met looptanks (AT-AT's) de grondaanval in te zetten. 
Nadat de AT-AT's onder leiding van Generaal Veers de hoofdreactor van de Rebellen hebben opgeblazen wordt een offensief met Snowtroopers ingezet. Deze Snowtroopers weten door de verdediging heen te breken en de basis in te nemen. De meeste Rebellen zijn dan echter al gevlucht met hun transportschepen, maar velen komen ook om. Het Keizerrijk zet vervolgens de achtervolging in op de Millennium Falcon, het schip van Han Solo en Chewbacca. Het schip wordt gezocht door het Rijk sinds de betrokkenheid ervan bij de vernietiging van de Death Star.

## Militair vervoer
- AT-AT
- AT-ST
- Snowspeeder